# Zespół grobowców Goguryeo
Zespół grobowców Goguryeo – zespół grobowców zbiorowych i 30 grobów indywidualnych z okresu późnego królestwa Goguryeo na terenie Korei Północnej, uznawanych za miejsca spoczynku władców, ich rodzin oraz arystokracji.   
W 2004 roku zespół grobowców Goguryeo został wpisany na listę światowego dziedzictwa UNESCO.

## Opis
Grobowce znajdują się w północnej części Półwyspu Koreańskiego na terenie Korei Północnej, w okolicach Pjongjangu, w prowincjach P’yŏngan Południowy i Hwanghae Południowe. Zostały wzniesione w okresie późnego królestwa Goguryeo, jednego z Trzech Królestw Korei, w okresie I–VII w.. Ściany wielu grobowców zdobią barwne malowidła. Z ponad 10 tys. wszystkich grobowców z okresu Goguryeo odkrytych na terenie Chin i Korei Północnej, jedynie ok. 100 jest zdobionych malowidłami, a 90 z nich znajduje się na terenie Korei. Uznaje się je za miejsca spoczynku władców królestwa Goguryeo, członków ich rodzin i arystokracji. Malowidła to portrety ludzi, bóstw i scenek rodzajowych. Jest to jedno z nielicznych świadectw kultury Goguryeo.
Najstarsze grobowce pochodzą z okresu I–III w., składają się z jednej skromnej komnaty, do której składano zmarłego, a nad którą wznoszono piramidalny kopiec z kamieni. Te najstarsze groby lokowano w pobliżu rzek i strumieni. Kolejne pochodzą z okresu III–IV w. – są to kamienne komnaty grobowe nakryte kurhanami z ziemi. Późniejsze wznoszono już z przedsionkami i niszami,  zdobiono je malowidłami – portretami osób spoczywających w grobie, scenami z życia codziennego i motywami dekoracyjnymi. W okresie IV–VI w. grobowce miały już dwie komnaty, a malowidła je zdobiące przestawiały również bóstwa i zwierzęta mityczne. Od VI do VII w. wszystkie grobowce miały jedną komnatę i kurhan z wejściem od strony południowej.               
W 2004 roku grobowce zostały wpisane na listę światowego dziedzictwa UNESCO.

### Lista grobowców
Poniższa tabela przedstawia grobowce Goguryeo wpisane na listę światowego dziedzictwa UNESCO:
Nr ref. – numer referencyjny UNESCO;
Grobowiec – polskie tłumaczenie nazwy;
Położenie – wieś, dzielnica, miasto, prowincja; współrzędne geograficzne;
Opis – krótki opis obiektu wraz z informacjami o jego zagrożeniu.
| Nr. ref. | Grobowiec                                           | Zdjęcie | Położenie                                                                            | Opis                                  |
| -------- | --------------------------------------------------- | ------- | ------------------------------------------------------------------------------------ | ------------------------------------- |
| 1091-001 | Grobowiec króla Dongmyeonga i 15 grobów w Jinpha-ri |         | Ryongsan-ri Ryŏkp’o Pjongjang 38°53′43,2″N 125°55′22,9″E/38,895328 125,923036        |                                       |
| 1091-002 | Grób czterech bóstw i groby sąsiadujące             |         | Honam-ri Samsŏk Pjongjang 39°04′38,7″N 125°55′16,6″E/39,077421 125,921289            | Wiele grup kurhanów z małymi grobami. |
| 1091-003 | Groby w Tŏkhwa-ri                                   |         | Tŏkhwa-ri Taedong P’yŏngan Południowy                                                |                                       |
| 1091-004 | Trzy groby w Kangsŏ                                 |         | Sammyo-ri Kangsŏ Nampo                                                               |                                       |
| 1091-005 | Grób w Tŏkhŭng-ri                                   |         | Tŏkhŭng-ri Kangsŏ Nampo 38°57′39,3″N 125°26′59,5″E/38,960927 125,449852              |                                       |
| 1091-006 | Grób w Yaksu-ri                                     |         | Yaksu-ri Kangsŏ Nampo 38°55′15,4″N 125°25′04,3″E/38,920945 125,417851                |                                       |
|          | Grób w Susan-ri                                     |         | Susan-ri Kangsŏ Nampo 38°55′45,2″N 125°21′29,7″E/38,929214 125,358254                |                                       |
| 1091-008 | Wielki grobowiec w Ryonggang                        |         | Ryonggang Nampo 38°51′59,5″N 125°24′59,0″E/38,866525 125,416376                      |                                       |
| 1091-009 | Grób z podwójnymi kolumnami                         |         | Ryonggang Nampo 38°51′49,5″N 125°25′07,2″E/38,863751 125,418680                      |                                       |
| 1091-010 | Grób Nr. 1 w An’ak                                  |         | Taech'u-ri An’ak Hwanghae Południowe 38°29′18,5″N 125°32′31,5″E/38,488462 125,542070 |                                       |
| 1091-011 | Grób Nr. 2 w An’ak                                  |         | Taech'u-ri An’ak Hwanghae Południowe 38°29′34,0″N 125°32′29,2″E/38,492782 125,541438 |                                       |
| 1091-012 | Grób Nr. 3 w An’ak                                  |         | O'guk-ri An’ak Hwanghae Południowe 38°26′56,9″N 125°30′29,2″E/38,449135 125,508123   |                                       |